# 德國高速公路

德國高速公路標誌。

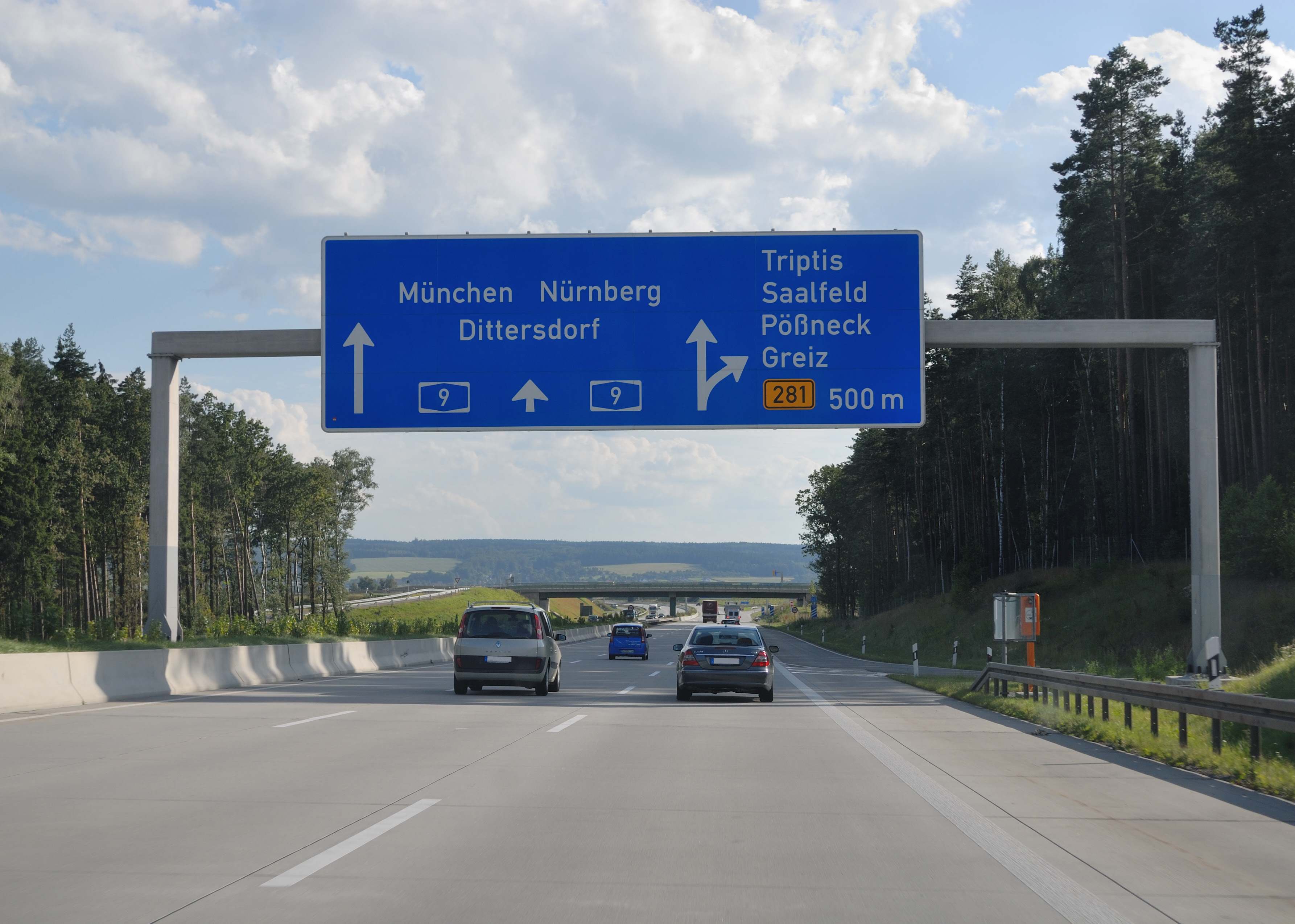
9號公路（連接柏林和慕尼黑）

德國高速公路是德國的全國高速公路系統，其德文名称（ [ˈaʊtoːbaːn] 德文發音ⓘ）是“高速公路”的意思。瑞士和奧地利兩個德語使用國的高速公路也稱為，但通常專指德國高速公路，其德文正式名稱為聯邦高速公路（Bundesautobahn，BAB）。德國高速公路傳統上是沒有速度限制的，但是隨著車輛的增加，許多經過城鎮的路段都先後設立了速限，此外速度越快在意外訴訟中，駕駛人與陪同乘客所負擔的肇事責任也會顯著增加，保險也可能減少理賠額度。一份2008年的評論顯示，德國高速公路路網的52%無速限（有130 km/h的建議速限以節省油耗，調查顯示德國駕駛者一般保持時速約142 km/h），剩下的15%會有因天氣（北方冬季會下雪）或交通狀況而設立的暫時速限，33%有永久速限，例如市區或山路等。

## 興建時期

A 8高速公路的標誌。

德國高速公路與世界上其他高速公路一樣，都是擁有多線道、雙向分離行駛、完全控制出入口、全部採用兩旁封閉和天橋與道口以及容許高速行駛的道路。第一條德國高速公路是在1932年建成，位於科隆與波恩之間。剛開始時的路面是以水泥構成的，在二次世界大戰後才逐漸的以瀝青加以覆蓋。當初興建時的最高設計速率約為160 km/h，還有最大8%的横坡（路面横向的坡度），這在戰後修復時期更被改為4%，以確保駕駛人有更穩定的行車品質。
現在的公路編號系統是在1974年開始使用的，所有的高速公路都以A開頭後接一個空白與數字編號，例如：A 8。穿越德國全國的東西向主要高速公路以偶數編號，南北向的道路則以單數編號。用來連接區域性重點城市的較短高速公路則以兩位數字來編號。

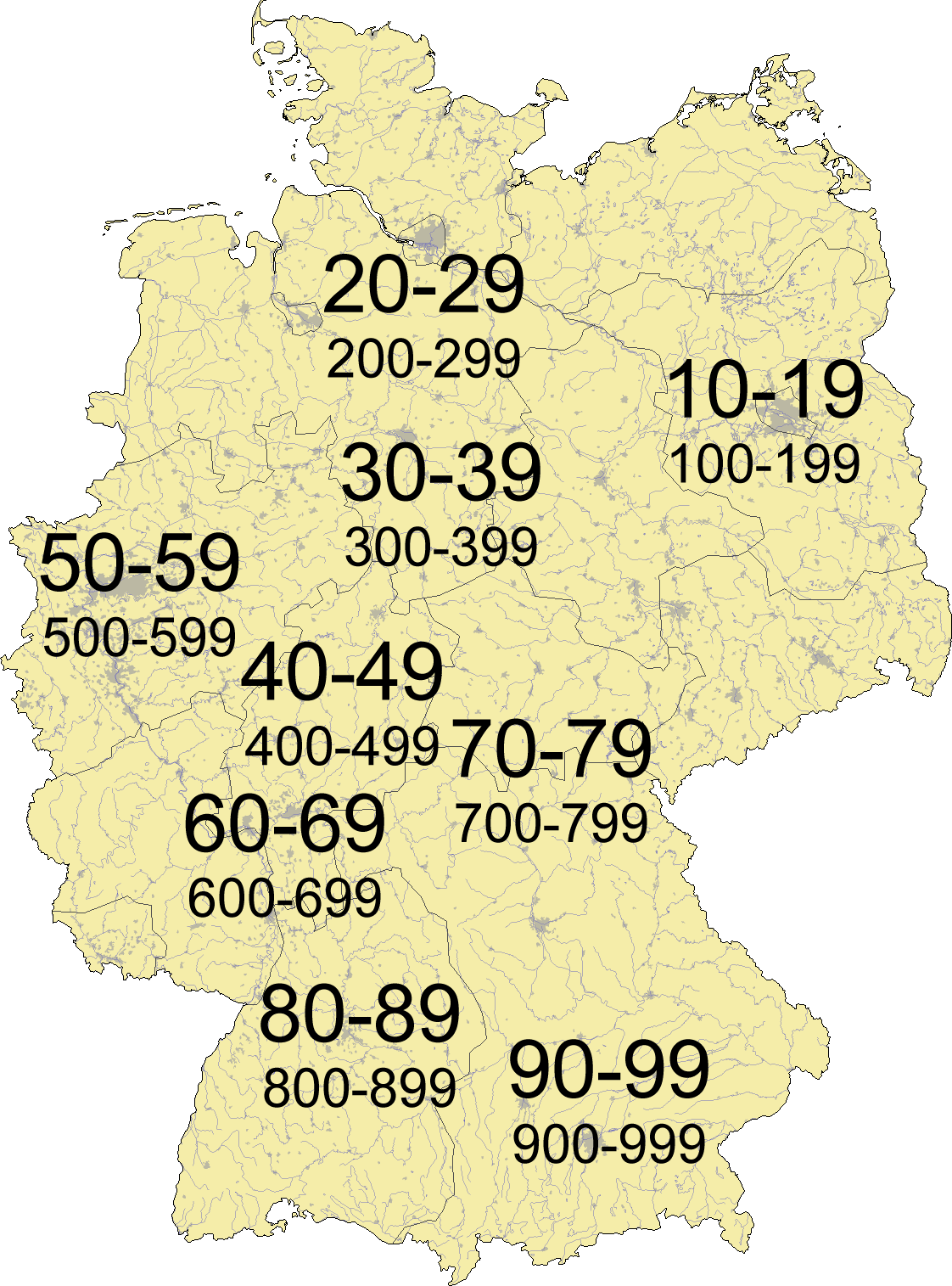
德國高速公路編號規則10至999。

- A 10至A 19位於德國東部，包括柏林及薩克森-安哈特州；
- A 20至A 29位於德國北部以及東北部 ；
- A 30至A 39位於下薩克森州（德國西北部）；
- A 40至A 49位於萊茵地區；
- A 50至A 59亦位於萊茵地區；
- A 60至A 69位於萊茵蘭-普法尔茨州、薩爾州以及黑森州；
- A 70至A 79位於圖林根、巴伐利亞北部以及部分薩克森；
- A 80至A 89位於巴登-符腾堡州；
- A 90至A 99位於拜恩州以及博登湖周边。

有些區域性的高速公路，例如连接两条主要高速公路之间的高速公路，或高速公路支线，會以三位數字來編號，其第一個數字通常與該區域的編號相符。

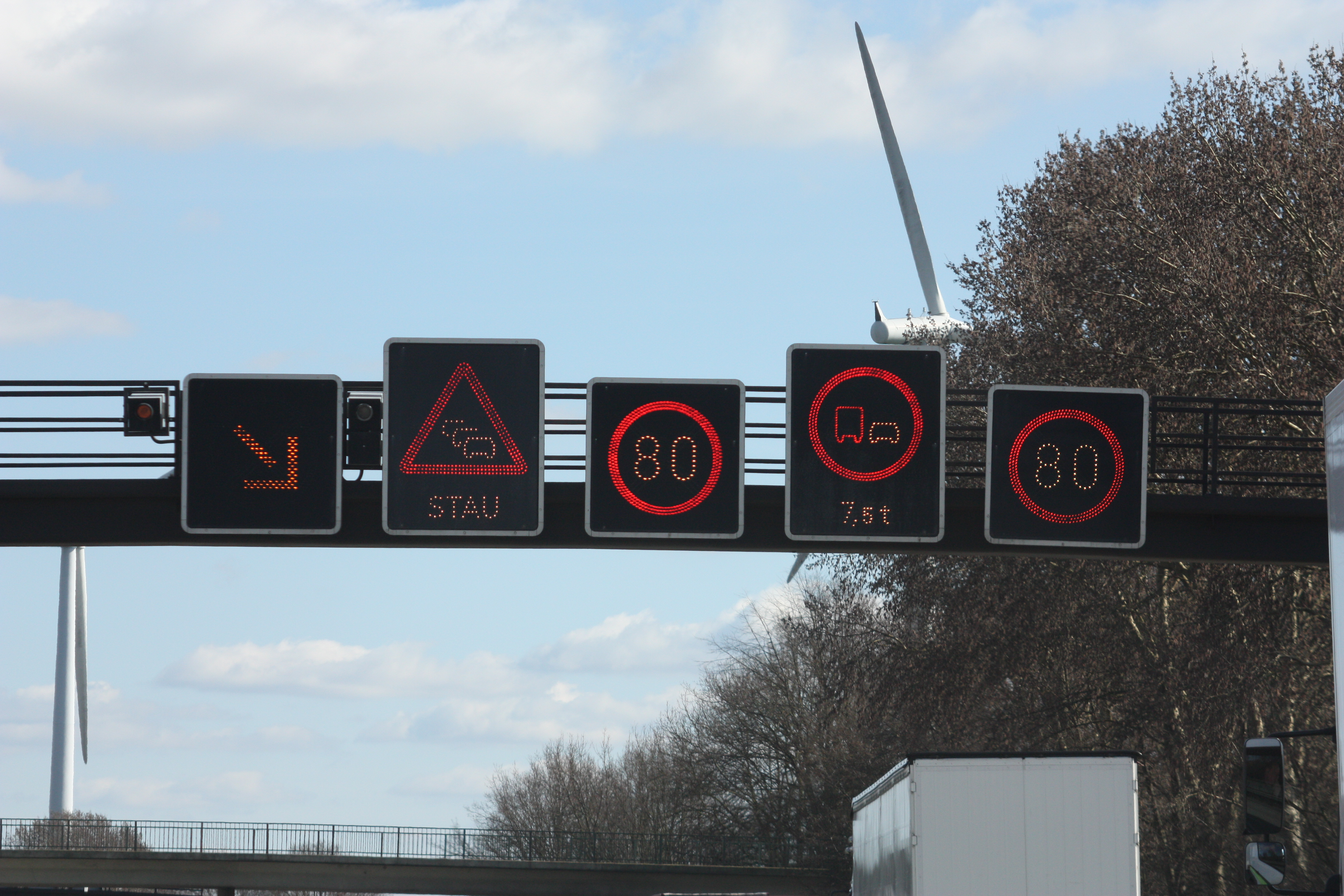
德國高速公路上的動態式交通號誌。

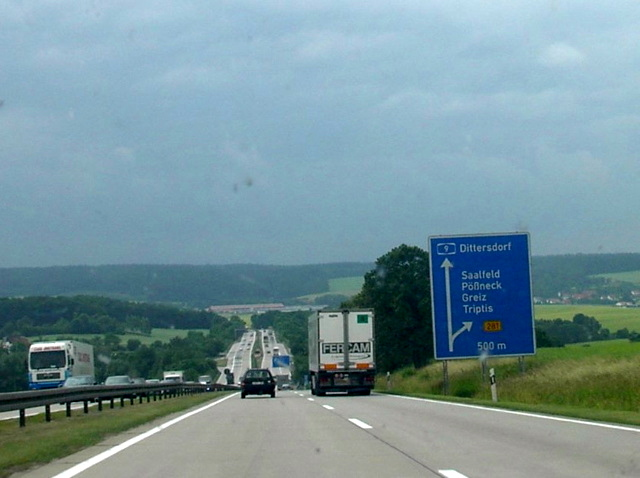
最初的德國高速公路Autobahn。

## 基本駕駛原則
- 盡可能靠右側行駛。
- 左側超車。

上述原則產生之結果：左側車永遠比右側車快，佔據左側超車道者禮讓。

## 收費
德國高速公路原則上不收費。2005年1月開始，對質量超過12噸的貨車開始收費，平均每公里收15歐分的使用費。因為質量太大的大車，對公路損害程度較大，對環境的污染也較大，應該承擔一些公路的維護費用及環保成本。這種作法可刺激運輸公司換用更小的貨車，以降低對公路的損害及提升對環境的保護，降低汙染。而對歐盟與國外的駕駛人而言，德國部分政治家曾提出建議，考慮對外國使用者採用不同的收費方案，因為德國高速公路的維護費用驚人卻主要是由德國人納稅負擔，但目前處於爭辯而尚未實施。